# Linia boczna
Linia boczna, linia naboczna, narząd linii bocznej (nabocznej) (łac. linea lateralis) – parzysty narząd czuciowy, specyficzny dla ryb i krągłoustych, położony symetrycznie na głowie oraz wzdłuż boków tułowia, od głowy do nasady ogona, a czasami również na płetwie ogonowej. Wyposażony w mechanoreceptory rejestrujące zaburzenia hydrodynamiczne wody, a u niektórych taksonów również w elektroreceptory. Został odkryty około 1850. Charakterystyczny wygląd linii bocznej, jej przebieg oraz liczba łusek wzdłuż linii są cechami wyróżniającymi i służą do celów klasyfikacyjnych.
Takimi samymi nazwami określany jest zespół receptorów występujący wzdłuż boków ciała larw płazów oraz płazów prowadzących wodny tryb życia, ma on jednak inną strukturę i rozmieszczenie. Narząd linii bocznej jest specyficzny dla ryb i nie występuje u innych kręgowców. Ze względu na funkcję pełnioną w życiu ryby nazywany jest często szóstym zmysłem lub narządem dotyku na odległość.

## Budowa

### Kanały linii bocznej
Narząd linii bocznej tworzą podskórne kanaliki, nazywane kanałami linii bocznej (lub nabocznej), a dawniej rynienkami lub cewkami. Kanaliki komunikują się ze środowiskiem zewnętrznym za pomocą otworów przechodzących przez łuski lub skórę, zakończonych porami. Otwory te znajdują się w zewnętrznej ścianie kanału lub na końcu wydłużonych kanalików ujściowych. Kanaliki wypełnione są płynem kanałowym i wyścielone nabłonkiem śluzowatym, zaopatrzonym w skupienia komórek zmysłowych, które łączą się odgałęzieniami nerwów z ośrodkowym układem nerwowym. U niektórych gatunków ryb kanaliki tworzą gęstą sieć, obejmującą niemal całą powierzchnię głowy. W głowie ryb kostnoszkieletowych kanały znajdują się w okładzinowych kościach czaszki, a u spodoustych pod skórą w tkankach miękkich i nie przebijają ani czaszki, ani łusek.
Na powierzchni głowy przebiegają kanały skroniowy i nadskroniowy. Pozostałe kanały głowowe przebiegają w trzech liniach. Jedna ponad okiem ku jamie nosowej (kanał skroniowy i nadskroniowy przechodzi w kanał nadoczodołowy), druga okrąża oko dołem (kanał podoczodołowy) i łączy się z pierwszą w okolicy jamy nosowej, trzecia przechodzi przez pokrywę skrzelową i kończy się przy podstawie żuchwy (kanał gnykowo-żuchwowy).
Kanały gnykowy i żuchwowy ryb kostnoszkieletowych łączą się zwykle w jeden ciągły kanał. Otwory kanalików uchodzących na głowie są najczęściej słabo widoczne (wyraźne np. u murenowatych), natomiast kanaliki leżące wzdłuż boków tułowia (boczne kanały tułowiowe) mają zwykle widoczne gołym okiem otwory w łuskach, położone przeważnie w jednej linii, stąd nazwa linia boczna. Zwykle biegnie ona regularnie od pokrywy skrzelowej, aż do nasady płetwy ogonowej; u niektórych gatunków nachodzi na płetwę ogonową (np. sandacz), a u nielicznych ciągnie się aż do jej końca. W płetwie ogonowej wymarłych Furcacaudiformes rozgałęziała się do obydwu jej płatów.

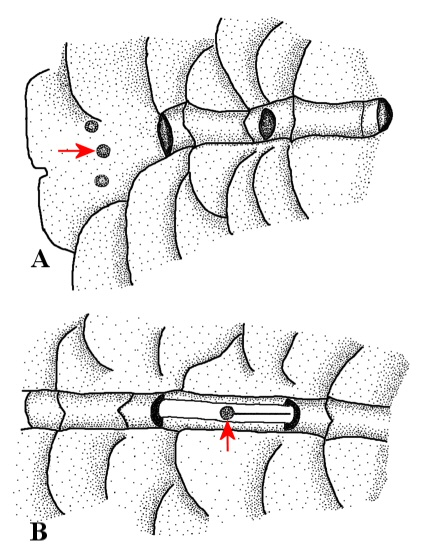
Otwory na końcu wydłużonych kanalików ujściowych (A) i w zewnętrznej ścianie kanału (B)

U większości gatunków linia boczna jest dobrze rozwinięta i wyraźna (tzw. pełna). Zwykle przebiega na poziomie miokomaty – poziomej przegrody oddzielającej mięśnie tułowiowe (miotomy) – i jest lekko, rzadziej silnie wygięta w kierunku brzucha. U niektórych (np. różanka) widoczna jest tylko na kilku pierwszych łuskach leżących tuż za głową, a u wielu ryb nie występuje wcale (np. śledziowate, babkowate, samogłowowate, niektóre Aphredoderidae, Amblyopsidae, mugilowate i wiele aterynokształtnych). Łuski przebite otworami są często inaczej ubarwione niż reszta ciała. U niektórych ryb łuski linii bocznej przekształcają się w duże tarczki skórno-kostne, tworzące ostry grzbiecik na bokach ciała. Przebieg linii bocznej bywa bardzo różny, niekiedy prosty, częściej łukowato-prosty, czasem falisty. Jej wzór u poszczególnych gatunków podlega charakterystycznym modyfikacjom i jest traktowany jako stała taksonomiczna. U niektórych ryb występuje więcej niż 1 linia boczna, niekiedy do 5 po jednej stronie ciała (np. terpugowate). U ryb, które nie mają na bokach linii, zwykle otworki sensoryczne występują liczniej na głowie.
Obecność kanałów linii nabocznej w kościach ryb jest istotna w badaniach paleontologicznych. Znajomość przebiegu kanału w danej kości pozwala z dużym prawdopodobieństwem określić przynależność systematyczną. W zapisie kopalnym obecność narządu linii bocznej stwierdzono między innymi u telodontów, galeaspidów, ryb pancernych i osteostraków. U tych ostatnich linia boczna przebiegała w grzbietowej części pancerza.

### Receptory
W naskórku ryb położone są neuromasty powierzchniowe, a wewnątrz kanalików – kanałowe. W skórze przedniej części głowy niektórych płaszczek występują specyficzne neuromasty, zwane pęcherzykami Saviego. Jeden neuromast kanałowy położony jest w odcinku kanału pomiędzy dwoma otworami lub kanalikami ujściowymi. Stosunki ilościowe neuromastów powierzchniowych i kanałowych są zależne od trybu życia osobnika danego gatunku. Neuromasty powierzchniowe występują u wszystkich ryb. Neuromasty kanałowe są typowe dla ryb pelagicznych, szybko pływających i zasiedlających wartkie rzeki. Śluzice i minogi nie mają kanałów linii bocznej, a jedynie neuromasty powierzchniowe, u minogów ułożone w linii wzdłuż każdego boku ciała. Neuromasty powierzchniowe występują także u płazów.
W każdej czuciowej komórce receptorowej występują dwa typy struktur: grupa stosunkowo krótkich stereocyliów i jedno długie kinocylium.
Sąsiadujące ze sobą komórki czuciowe linii bocznej ułożone są tyłem do siebie (kinocyliami w strony przeciwne), dlatego część z nich zostaje pobudzona ruchem wody w jednym kierunku, a druga ruchem wody w kierunku przeciwnym. W linii bocznej niektórych gatunków, usytuowane są elektroreceptory – narządy wrażliwe na zmiany pola elektrycznego, do których zalicza się występujące u spodoustych przekształcone receptory linii bocznej nazywane ampułkami Lorenziniego.

## Zasada działania

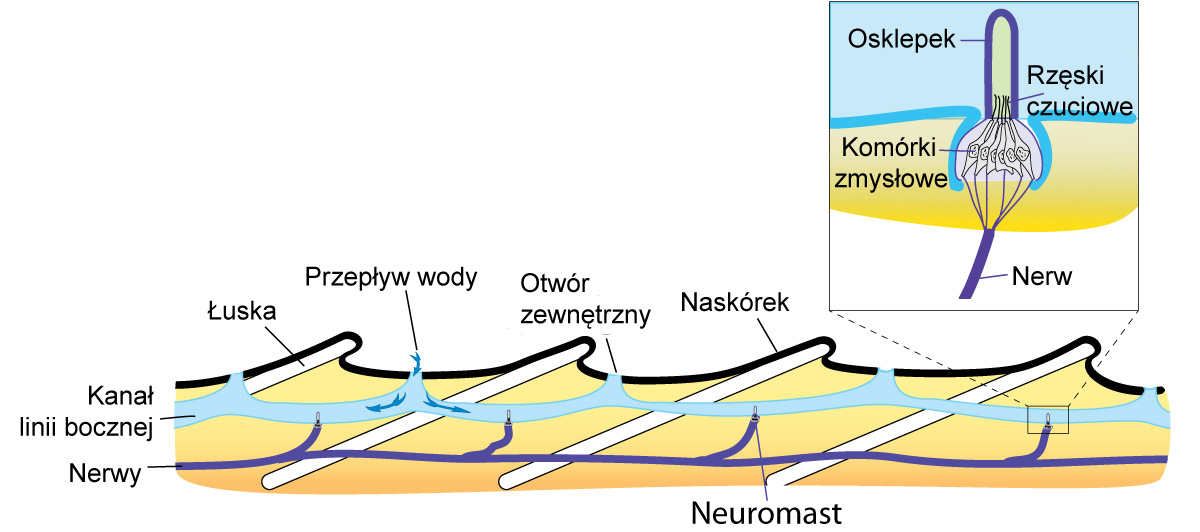
Rysunek ilustrujący zasadę działania narządu linii bocznej

Woda, stykając się poprzez śluz z nabłonkiem w porach, wywiera nacisk na komórki zmysłowe, zależnie od wibracji i ruchu fal. Wibracje wywołuje szybko drgające źródło dźwięku. Dzięki temu ryba odczuwa obecność innych obiektów, organizmów obok płynących, zbliżanie się lub oddalanie od obiektów stałych poprzez sygnały odbitych fal, wywołanych zmianami ciśnienia wody. Linia boczna pozwala rybie określić wielkość pobliskiego obiektu (potencjalnej przeszkody, drapieżnika lub ofiary), umożliwia dość precyzyjne określenie miejsca, prędkości i kierunku jego przemieszczania. Jest to szczególnie istotne nocą, w jaskiniach, zaroślach, mętnej wodzie lub na dużych głębokościach, zwłaszcza że neuromasty umieszczone na głowie ryby wykrywają ruch wody pchanej przez poruszającą się rybę i odbitej od przeszkody, co pozwala rybie ominąć przeszkodę nawet w całkowitych ciemnościach, a niektóre ryby przy pomocy neuromastów potrafią znaleźć wolno poruszające się bezkręgowce. Odległość, z której linia boczna jest zdolna odbierać informacje, wynosi zwykle kilkanaście do kilkudziesięciu centymetrów.
Mechanoreceptory ryb reagują na zmiany prędkości i kierunku ruchu sąsiadujących obiektów. Jest to szczególnie widoczne u ryb ławicowych, którym linia boczna pozwala synchronizować ruchy – cała grupa porusza się w skoordynowany sposób dzięki temu, że poszczególne osobniki tworzące ławicę błyskawicznie reagują na zmianę kierunku lub prędkości ruchu sąsiadek, rejestrując tę zmianę jako zmianę ciśnienia wody. Narząd linii nabocznej jest natomiast mało przydatny dla orientacji ryb pływających w jednostajnym nurcie. Sugeruje to reakcje narządu raczej na lokalne zaburzenia wywołane poruszającymi się przedmiotami, a nie na ruch całej masy otaczającej wody.
Odpowiadający rybiej linii bocznej narząd czuciowy wczesnych tetrapodów przyjął nieco inną strukturę. Jego pory leżą również w linii, ale łączą powierzchnię kości z narządami czuciowymi. Cecha ta uznawana jest za przystosowanie do życia poza wodą.
Układ odpowiadający linii bocznej ryb stwierdzono również u niektórych kalmarów i mątw. Na głowie i ramionach tych głowonogów znajdują się linie komórek rzęskowych, analogiczne do mechanoreceptorów spotykanych u ryb.

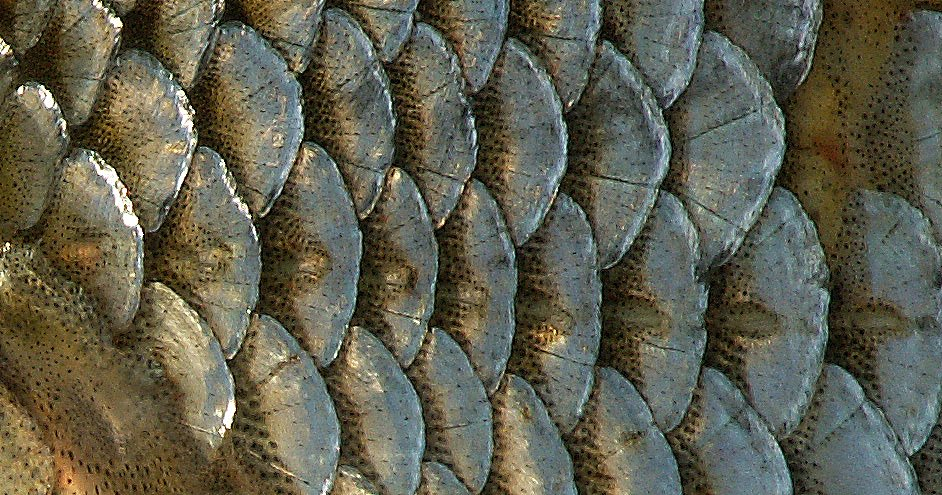
Łuski w linii bocznej płoci
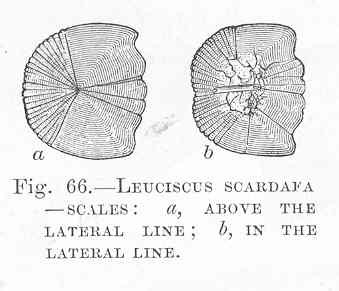
Różnice w budowie łusek z linii bocznej (b.) i znad niej (a.)
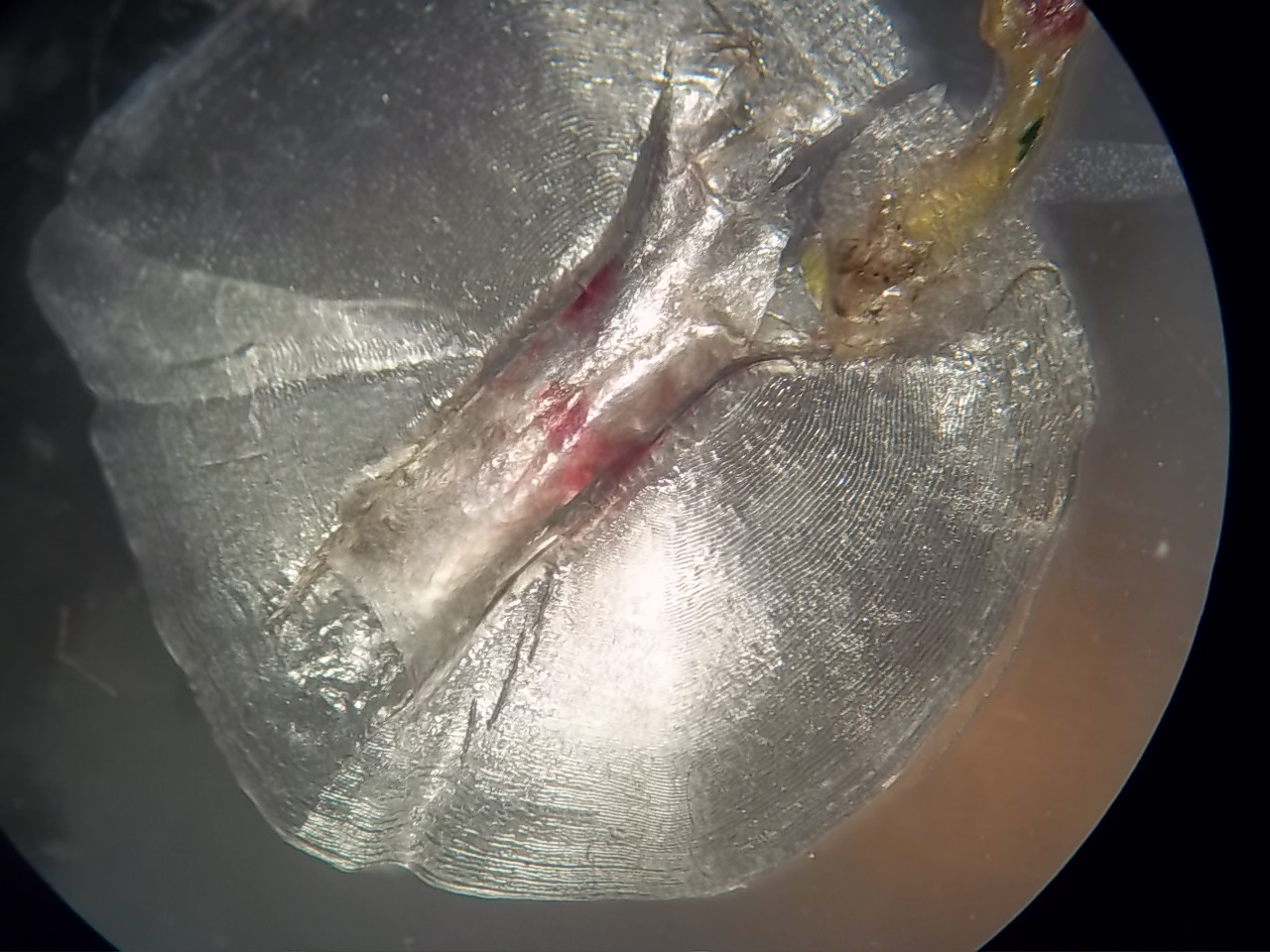
Łuska z linii bocznej morszczuka argentyńskiego
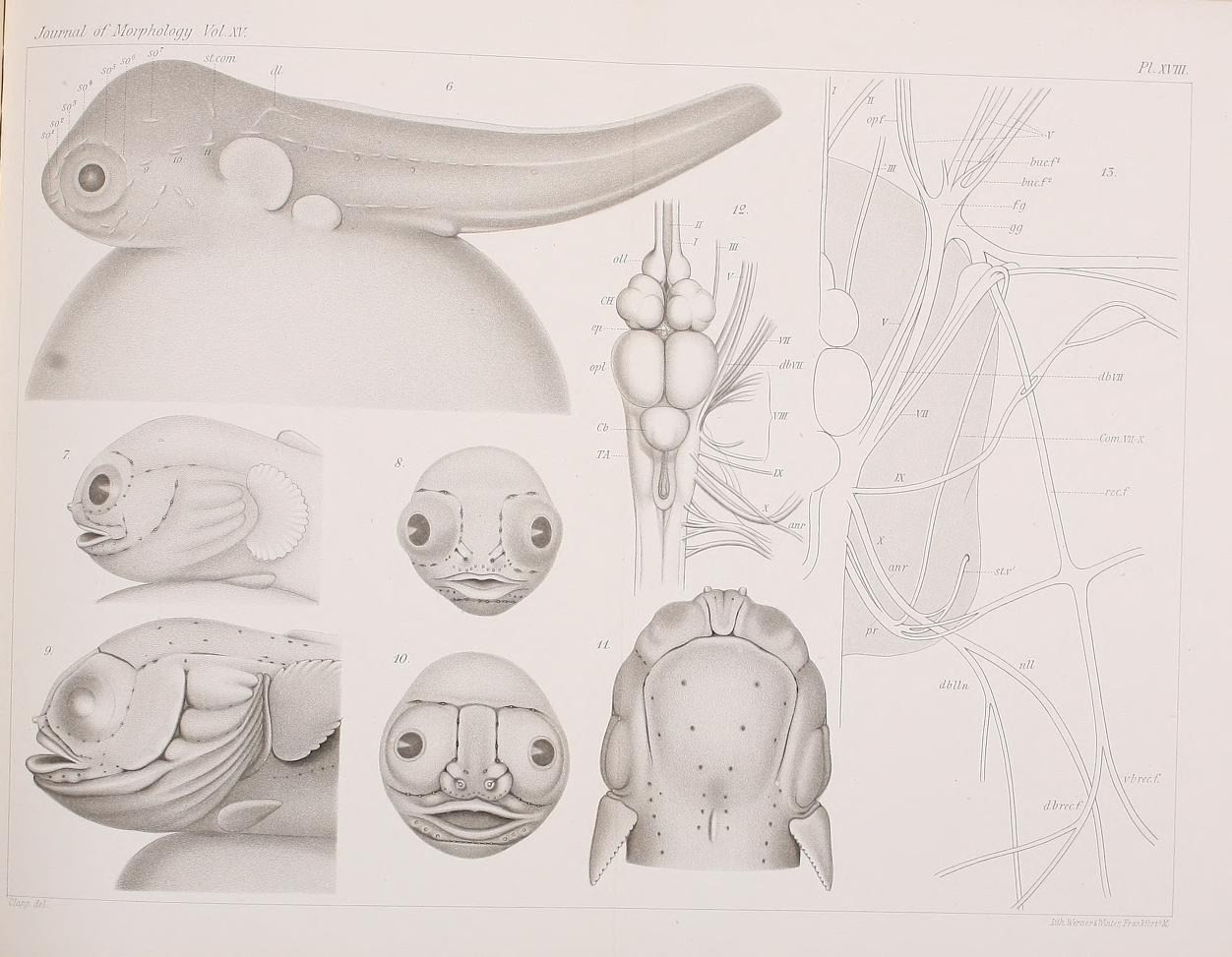
Rozwój linii bocznej ropusznika
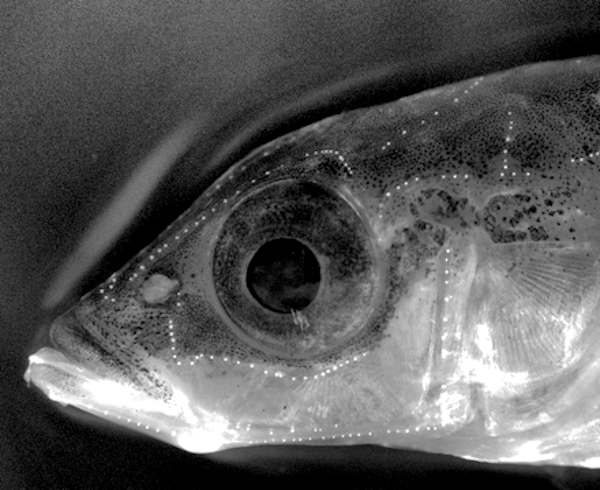
Zabarwione neuromasty ciernika
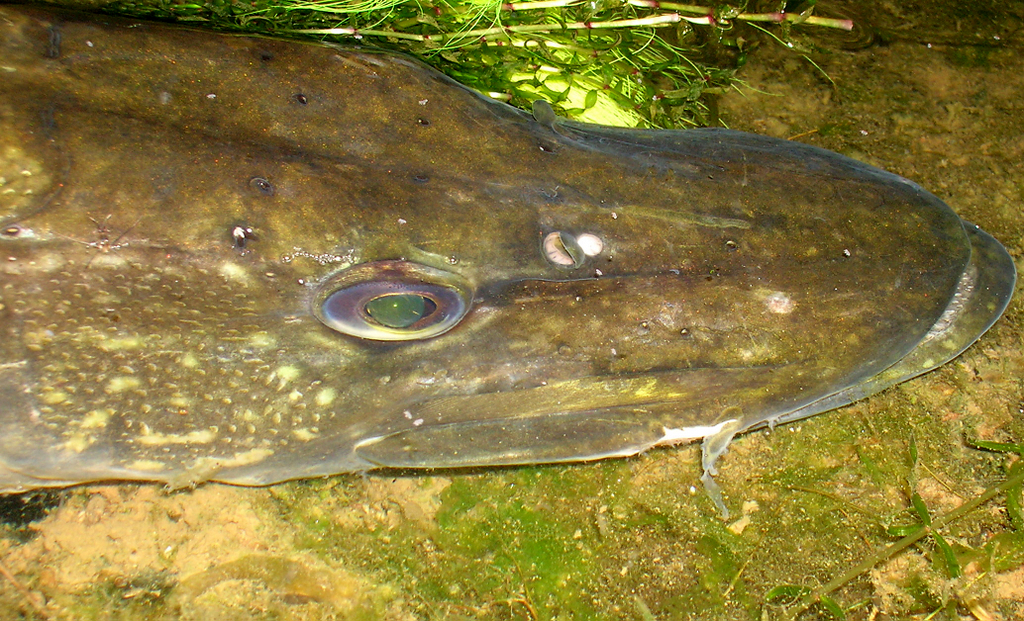
Na głowie szczupaka widoczne są otwory kanałów linii bocznej